# Neon Boys
Neon Boys est un groupe américain de protopunk, originaire de New York. Il est formé vers 1972 par Tom Verlaine, Richard Hell et Billy Ficca. Ils formeront ensuite le groupe Television.

## Biographie
Les Neon Boys se forment à l'automne 1972 avec Richard Hell à la basse, Billy Ficca à la batterie et Tom Verlaine à la guitare. Ils cherchent un second guitariste et auditionnent notamment Dee Dee Ramone et Chris Stein pour le poste. Ils le trouvent finalement au printemps 1973 en la personne de Richard Lloyd, que leur présentera le producteur Terry Ork, et renomment alors le groupe Television. Dee Dee Ramone auditionne comme second guitariste avant que les Neon Boys, toujours comme trio, ne décide de se séparer en 1973. 
Trois enregistrements des Neon Boys sont édités par Shake Records en 1975, puis en 1980, agrémentés de deux morceaux de Richard Hell and The Voidoids. Deux de ces titres figurent sur la compilation Spurts, The Richard Hell Story parue en 2005.
La chanson Love Comes in Spurts est réenregistrée en 1977 par Hell pour l'album Blank Generation des Voivoids.